# Sal amb api

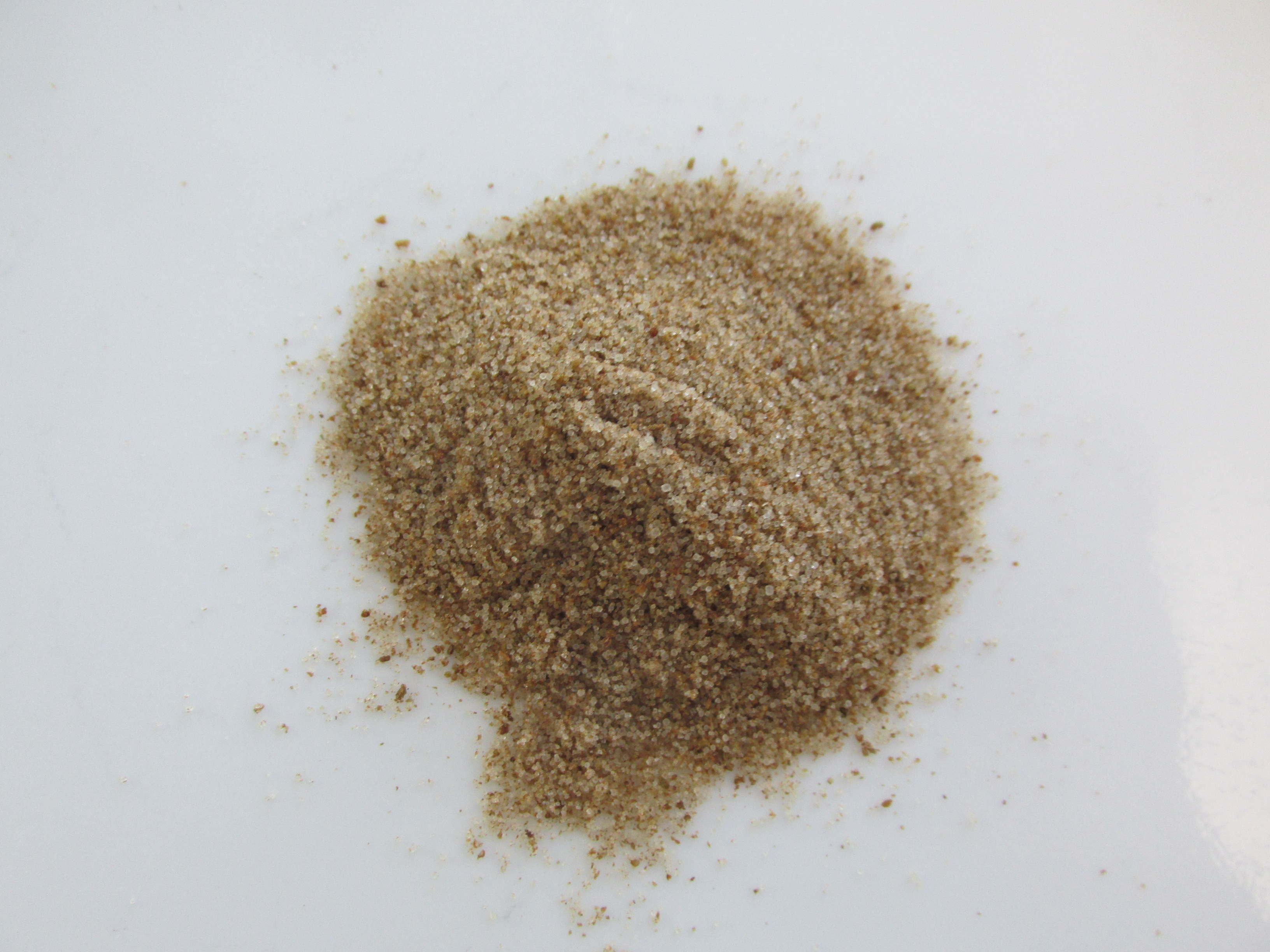
Sal amb api

La sal amb api és una barreja d'espècies feta principalment de sal i api. No s'ha de confondre amb la "sal d'api", que és l'api deshidratat i en pols, essent la planta rica en sodi.
La sal amb api és una sal comestible amb una part d'api afegida, les llavors o un extracte de l'arrel.
Aquesta sal s'utilitza per a aromatitzar el suc de tomata. És un dels ingredients del còctel Bloody Mary. A Bèlgica, també es pot combinar amb mostassa i empolvorar sobre daus de formatge (sovint gouda) com a aperitiu.